# Ваља Анеј (Прахова)
Ваља Анеј (рум. Valea Anei) насеље је у Румунији у округу Прахова у општини Старкиожд. Oпштина се налази на надморској висини од 439 m.

## Становништво
Према подацима из 2002. године у насељу је живело 693 становника, од којих су сви румунске националности.